# Hořká čokoláda
Hořká čokoláda je jedna ze tří základních čokolád, vedle mléčné a bílé. Má tmavě hnědou až černou barvu a na rozdíl od mléčné a bílé čokolády je tvořena pouze kakaovou sušinou, kakaovým máslem a třtinovým cukrem, bez mléka a dalších přidaných přísad. Existuje také neslazená čokoláda, která neobsahuje třtinový cukr, ale pouze kakaovou sušinu a kakaové máslo.
Standardy, které definují co může být označováno jako hořká čokoláda, se liší podle země a trhu, ale obecně se považuje za hořkou čokoládu, čokoláda, která obsahuje minimálně 35 % kakaové sušiny a 18 % kakaového másla.

## Historie
Historicky se čokoláda vyráběla už před rokem 1900 př. n. l. z kakaovníku pravého (lat. Theobroma cacao). Studie z před roku 2013 ukazují, že neslazenou čokoládu, v podobě nápoje, vyráběli už Mayové a také kmeny v Mexiku, odkud kakaovník pochází. Během španělské kolonizace Jižní a Střední Ameriky, Hernán Cortés, mimo jiné, našel u domorodých kmenů hořkou čokoládu, ve formě nápoje, a přivezl jej do Španělska, kde byl po dlouhou dobu dostupný pouze pro královskou rodinu. Zároveň se do nápoje přidával med, aby byl sladší.
Později, se ze Španělska začal nápoj šířit do dalších evropských zemí – do Itálie v roce 1606, Francie 1615, Německa 1641 a do Spojeného království v roce 1657. Kromě Evropy se dostal nápoj také do kolonií Anglie, Francie a Nizozemí během 17. století a do Brazílie v 18. století.
V roce 1728 vynalezla rodina Fryova hydraulický stroj na mletí kakaových bobů a založila také první továrnu na čokoládu, ve Spojeném království. O několik desetiletí později vznikla také první továrna na hořkou čokoládu v americkém Bostonu. V roce 1778 Francouz Doret vynalezl první automatický stroj na mletí kakaových bobů a o 30 let později, v roce 1828, Coenraad Van Houten vyrobil první lis na separaci kakaové hmoty a kakaového másla. Výsledný vysušený prášek byl snáze rozpustitelný ve vodě a jiných tekutinách, čímž usnadnil následnou výrobu první pevné tabulky čokolády.
První tabulka čokolády byla vytvořena až o necelých 50 let později, v roce 1874 ve Spojeném království, Josephem, Richardem a Francisem Fryovými. O rok později, v roce 1875, však vynalezl švýcar Daniel Peter čokoládu mléčnou, která se stala populárnější díky své sladší chuti a hořká tak pomalu začala ustupovat. Následně, v roce 1880, vynalezl Rudolphe Lindt stroj na konšování, díky kterému se čokoláda stala jemnější a začala se rozplývat v ústech.
Do počátku 20. století byla čokoláda považována za luxusní zboží a mohla si ji dovolit pouze vyšší třída. Po roce 1900, kdy výrazně klesla cena kakaových bobů, tím pádem i kakaového másla a kakaové hmoty, a cukru, si mohla čokoládu následně dovolit už i střední třída. Po druhé světové válce se čokoláda opět podstatně rozšířila po Evropě a USA a začala se stávat populárnější.

## Zdravotní benefity
Hořká čokoláda má oproti mléčné čokoládě méně cukru a obsahuje více kakaové sušiny, standardně 50–90 %, přičemž mléčná pouze 10–50 %. Právě díky vyššímu obsahu kakaové sušiny obsahuje hořká čokoláda 2–3krát více flavanolů, typu flavonoidů, které produkují oxid dusnatý, který uvolňuje cévy a žíly, čímž zvyšuje průtok krve a snižuje tak krevní tlak. Kakao obsahuje také vysoká množství minerálů, nejvíce železa, hořčíku, zinku, mědi a fosforu, které pomáhají, mimo jiné, zlepšovat imunitu (zinek), kosti a zuby (fosfor) a lepší kvalitu spánku (hořčík). Dále čokoláda obsahuje vzhledem k ostatním cukrovinkám vysoké množství vlákniny, asi 4 g na 28 g a také obsahuje určité množství antioxidantů. Malá studie, o 30 lidech, také dokázala, že čokoláda s vysokým obsahem flavonoidů zvyšuje odolnost těla vůči ultrafialovému záření.